# Fürst oder Clown
Fürst oder Clown ist ein deutscher Stummfilm aus dem Jahre 1927 nach dem gleichnamigen Roman von Maurice Dekobra. Unter der Regie von Alexander Rasumny spielen Ralph Arthur Roberts, Marcella Albani und Ivan Petrovich die Hauptrollen.

## Handlung
Prinz Hektor von Phrygien ist des Regierens müde. Den Thronverzicht fest im Auge, würde er viel lieber die Existenz eines Clowns führen. Dies trifft bei seinem Volk auf ein ziemlich gemischtes Echo. Die Phrygier hätten zwar nichts gegen die Abschaffung der Monarchie, wollen jedoch ihren Hektor, der durchaus hohe Beliebtheitswerte besitzt, behalten, sodass sie ihn am liebsten zum zukünftigen Präsidenten ihres Landes wählen würden. Mit seiner Absicht, ein Clown zu werden, ist das Volk jedenfalls nicht einverstanden. Dies geht sogar so weit, dass man den Fürsten sogar kurzerhand in eine Irrenanstalt weggesperrt. Statt seiner übernimmt nun ein Freund, seines Zeichens Schriftsteller, die Regierungsgeschäfte.

## Produktionsnotizen
Fürst oder Clown entstand von Oktober bis Dezember 1927 in Berlins Phoebus-Film-Atelier, passierte am 30. Dezember desselben Jahres die Filmzensur und wurde am 6. Januar 1928 im Berliner Capitol-Kino uraufgeführt. Die Länge des mit Jugendverbot belegten Sechsakters betrug 2365 Meter.
Willy Zeunert übernahm Aufnahmeleitung, die Filmbauten stammten von Franz Schroedter.
Vorlageautor Dekobra zeigte sich mit der Verfilmung seines Romans zufrieden.

## Kritik
Die Österreichische Film-Zeitung befand: „Rasumny, aus der Schule Eisensteins kommend, arbeitete pretentiös [sic!], er läßt das Schwergewicht nicht dort, wo es Dekobra liegt: in der graziösen Sensation, im Esprit, in der Plauderei und den französischen Effekten; sondern er photographiert mit technischen Effekten, die fast wichtiger werden als das Skelett der Handlung, und er ist mit dem Photographen und dem Architekten vertrauter als mit den Darstellern. Er hat eine Reihe ganz ausgezeichneter Details für sich zu buchen. Er zeigt Paris, wie man es wohl noch nie gesehen hat.“